# Mellicta speyeri
Mellicta speyeri är en fjärilsart som beskrevs av Meyer-dür 1851. Mellicta speyeri ingår i släktet Mellicta och familjen praktfjärilar. Inga underarter finns listade i Catalogue of Life.